# Pedro Manuel Torres
Pedro Manuel Torres   (Huambo, 18 de març de 1982), conegut com a Mantorras, és un exfutbolista angolès de la dècada de 2000.
Fou internacional amb la selecció de futbol d'Angola.
Pel que fa a clubs, destacà a SL Benfica.

## Partits internacionals
| Selecció de futbol d'Angola | Selecció de futbol d'Angola | Selecció de futbol d'Angola |
| Any                         | Partits                     | Gols                        |
| --------------------------- | --------------------------- | --------------------------- |
| 2001                        | 2                           | 0                           |
| 2002                        | 2                           | 0                           |
| 2003                        | 0                           | 0                           |
| 2004                        | 0                           | 0                           |
| 2005                        | 4                           | 2                           |
| 2006                        | 9                           | 1                           |
| 2007                        | 3                           | 1                           |
| 2008                        | 3                           | 1                           |
| 2009                        | 8                           | 0                           |
| 2010                        | 2                           | 0                           |
| Total                       | 33                          | 5                           |